# ティラミスヒーロー
株式会社ティラミスヒーローは、シンガポール発のティラミスショップおよびその会社。

## 概要
2012年にシンガポールで創業。シンガポールにHero Holdings Co., Ltd.があり、日本には株式会社ティラミスヒーローを置いている。金色の蓋の瓶に詰めたティラミスがメイン商品。いくつかのフレーバーがあり、抹茶味は日本側の提案で創られた。仮面をつけてマントをはおった猫のキャラクターがシンボルで、シンガポールにある「The Tiramisu Hero CAFE」にはこの猫のキャラクターが店内に多数飾られている。日本国内では百貨店の催事などに出店する形で販売を行っている。

## 創業者
創業者のPeggy Chang（ペギー・チャン）とAileen Kohの二人はバイセクシュアルを公表している女性同士の同性カップル。2015年にカリフォルニアで結婚式を挙げた。ペギー・チャンはもともとシンガポールの才能発掘番組Hey Gorgeousで優勝したり2007年のミス・シンガポール・ユニバースでトップ５に残ったりして世間に顔を知られており、ブロガーとしても長く活躍している。

## 商標問題
2019年、ティラミスヒーローは日本国内ではティラミスヒーローの名前が使用できなくなり名前を変えてティラミススターの名前で販売することになったと発表。ティラミスヒーローの名前や猫のイラストによく似た商標が無関係の第三者により日本で登録申請されていたことが発覚し、乗っ取りであるとしてティラミスヒーローに同情が集まった。しかしこの騒動により、もともとのティラミスヒーローの猫がイギリスのイラストレーターGemma Correll（ジェマ・コーレル）氏の作品に似ていることも発覚。ティラミスヒーローはSNSで謝罪した。